# Max Hoffman
Pour les articles homonymes, voir Max et Hoffman.
Max Hoffman (Maximilian Edwin Hoffman, 12 novembre 1904 - 9 août 1981) est un des plus importants importateurs de voitures de sport européennes de luxe des États-Unis des années 1950 et années 1960. Il est connu pour avoir influencé la création de quelques voitures de sport les plus mythiques de l'histoire de l'automobile, dont les Porsche 356 Speedster (1948), Mercedes-Benz 190 SL (1955), Mercedes-Benz 300 SL (1955), BMW 507 (1955), ou Alfa Romeo Giulietta spider (1955)... Il est intronisé à ce titre au Automotive Hall of Fame de Dearborn (Michigan) en 2003,.

## Histoire
Max Hoffman naît le 12 novembre 1904 à Vienne en Autriche, où son père tient une affaire fructueuse de fabrication de vélos,. Il devient pilote de compétition automobile en Europe, et concessionnaire automobile à Vienne, pour les marques Duesenberg, Auburn, Cord, Pontiac, Rolls-Royce, Bentley, Alfa Romeo, Lancia, Delahaye, Talbot, Volvo, Hotchkiss ..., avant de s'installer à Paris, puis d'immigrer aux États-Unis, pour fuir l'Anschluss et la Shoah de la Seconde Guerre mondiale,.   
Il devient alors un des plus importants concessionnaires et importateurs de voitures européennes d'après-guerre des États-Unis, entre autres pour Delahaye, Volkswagen, Jaguar, Austin-Healey, Alfa Romeo, Fiat, Aston Martin, Lagonda, Porsche, Mercedes-Benz, BMW... jusqu'à sa retraite en 1975,. 

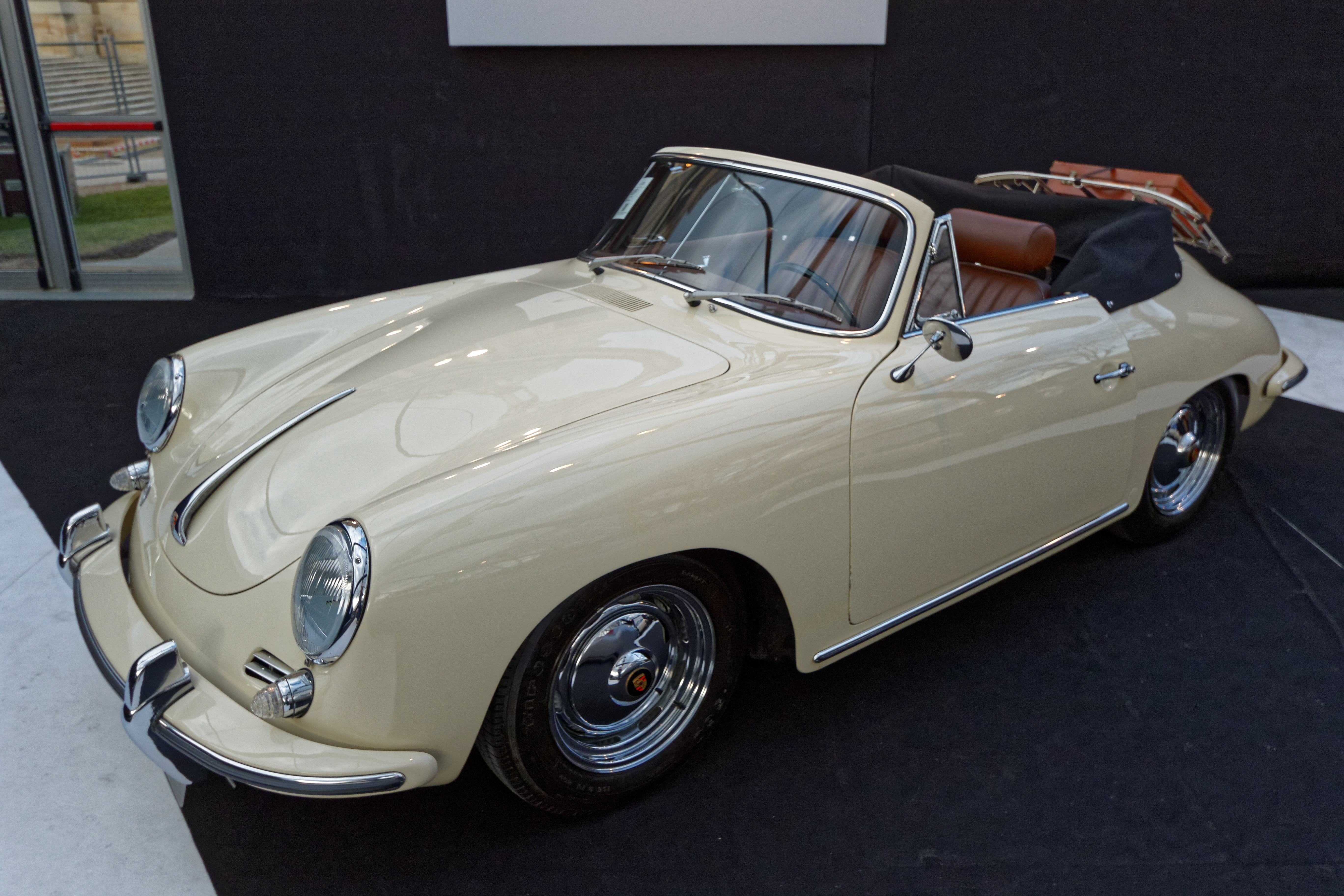
Porsche 356 Speedster (1948)
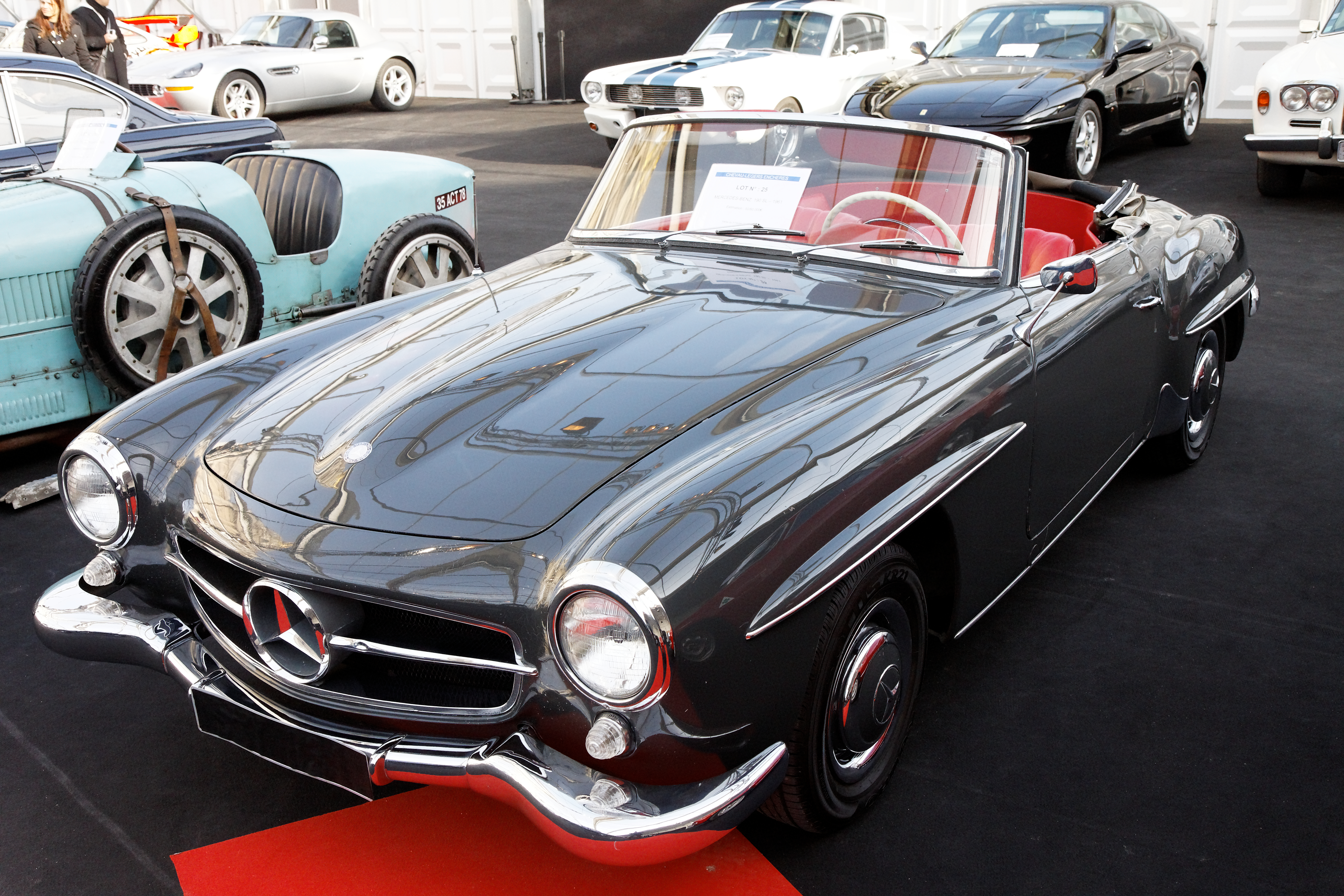
Mercedes-Benz 190 SL (1955)
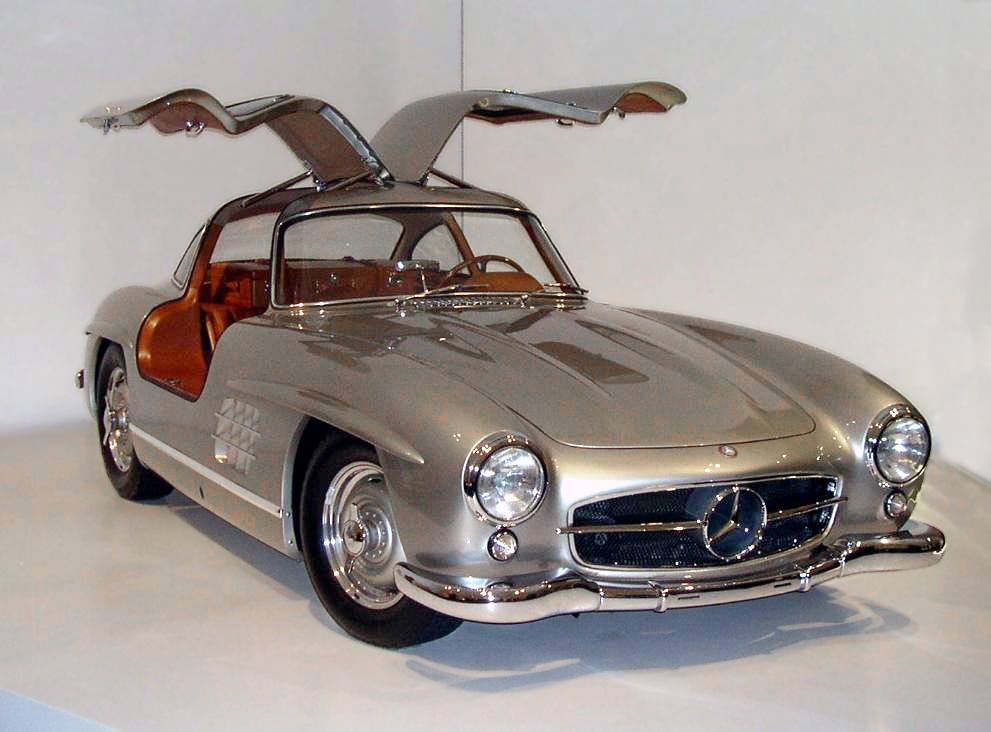
Mercedes-Benz 300 SL (1955)
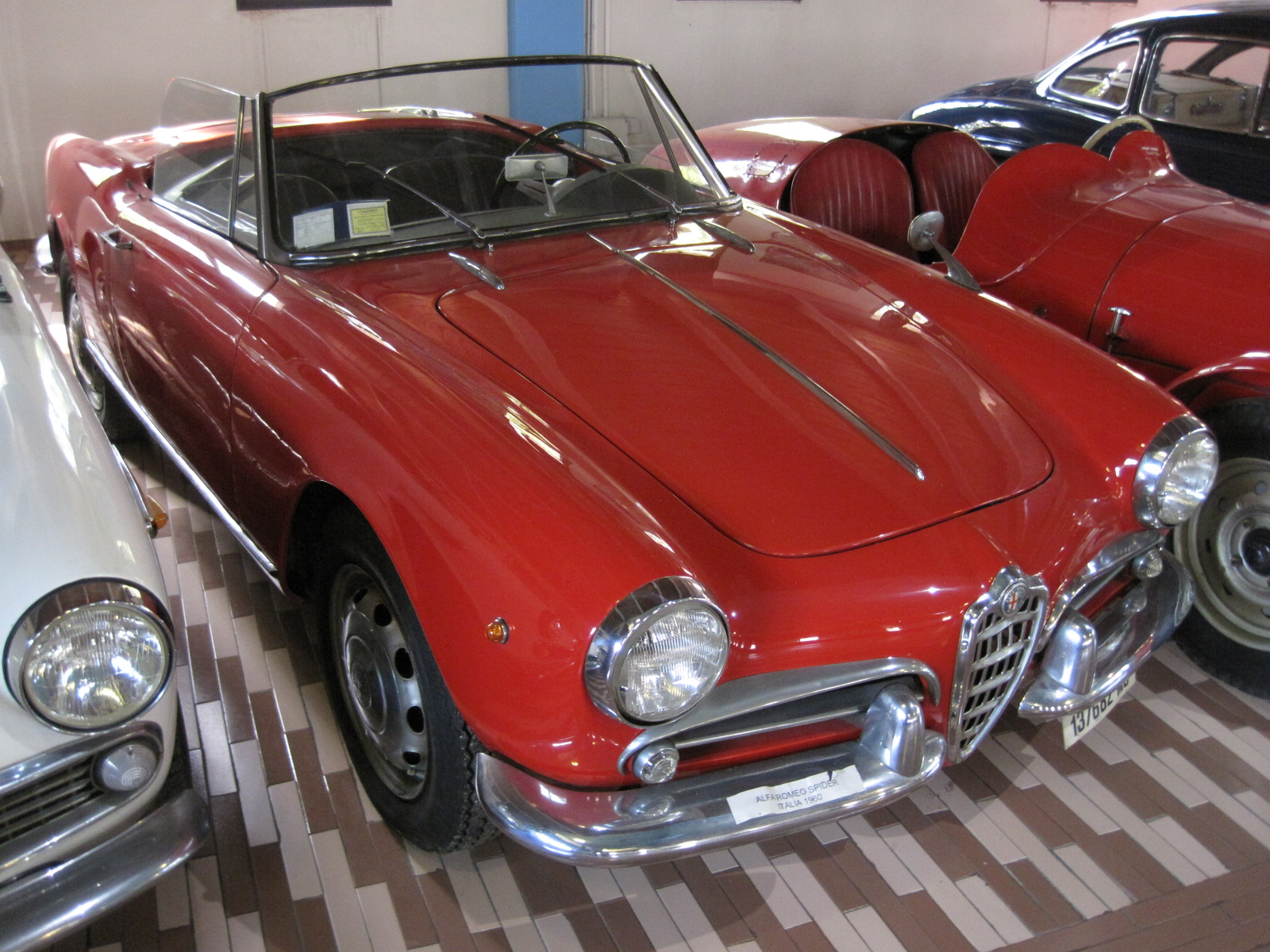
Alfa Romeo Giulietta spider (1954)
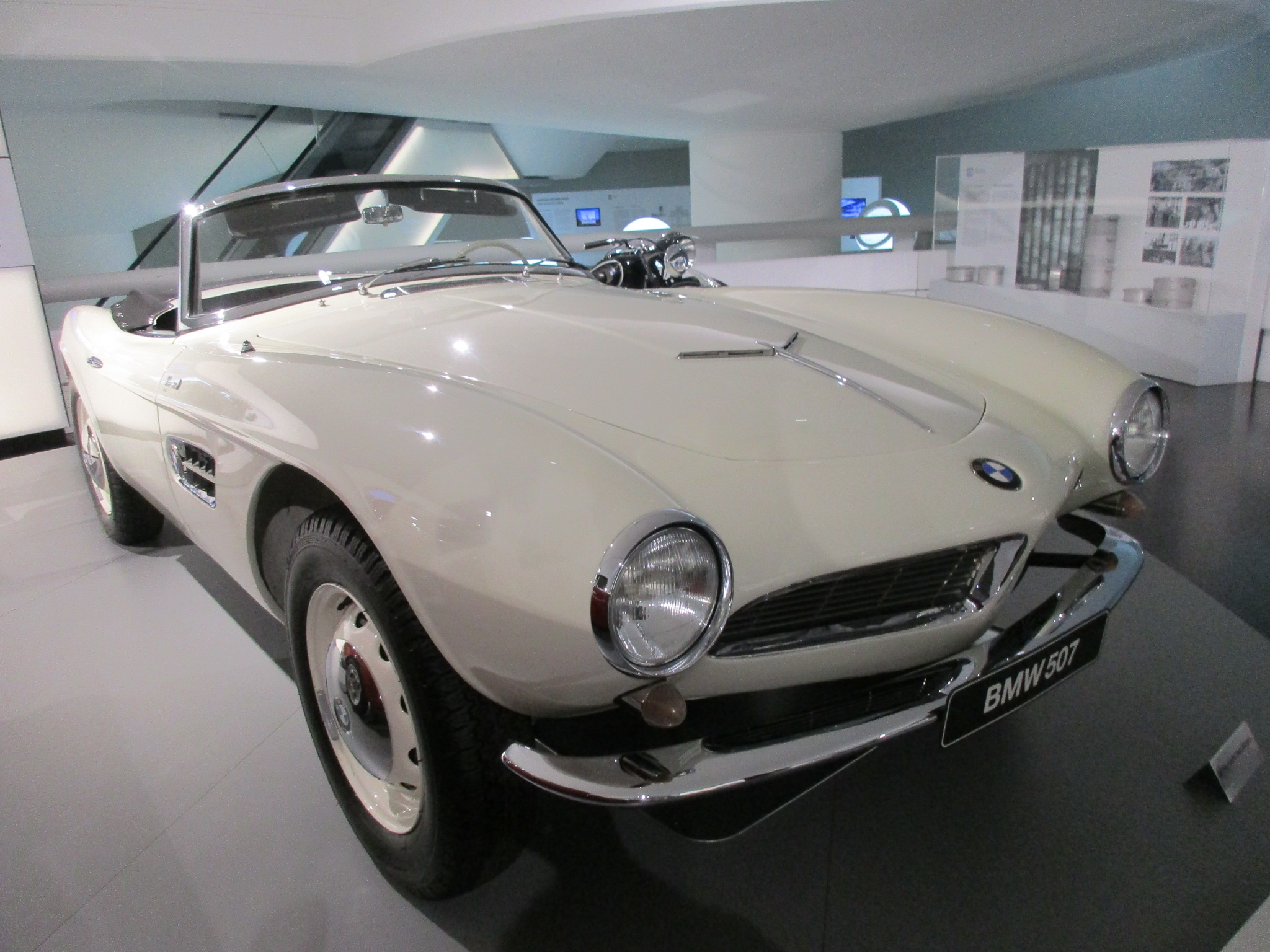
BMW 507 V8 (1955)

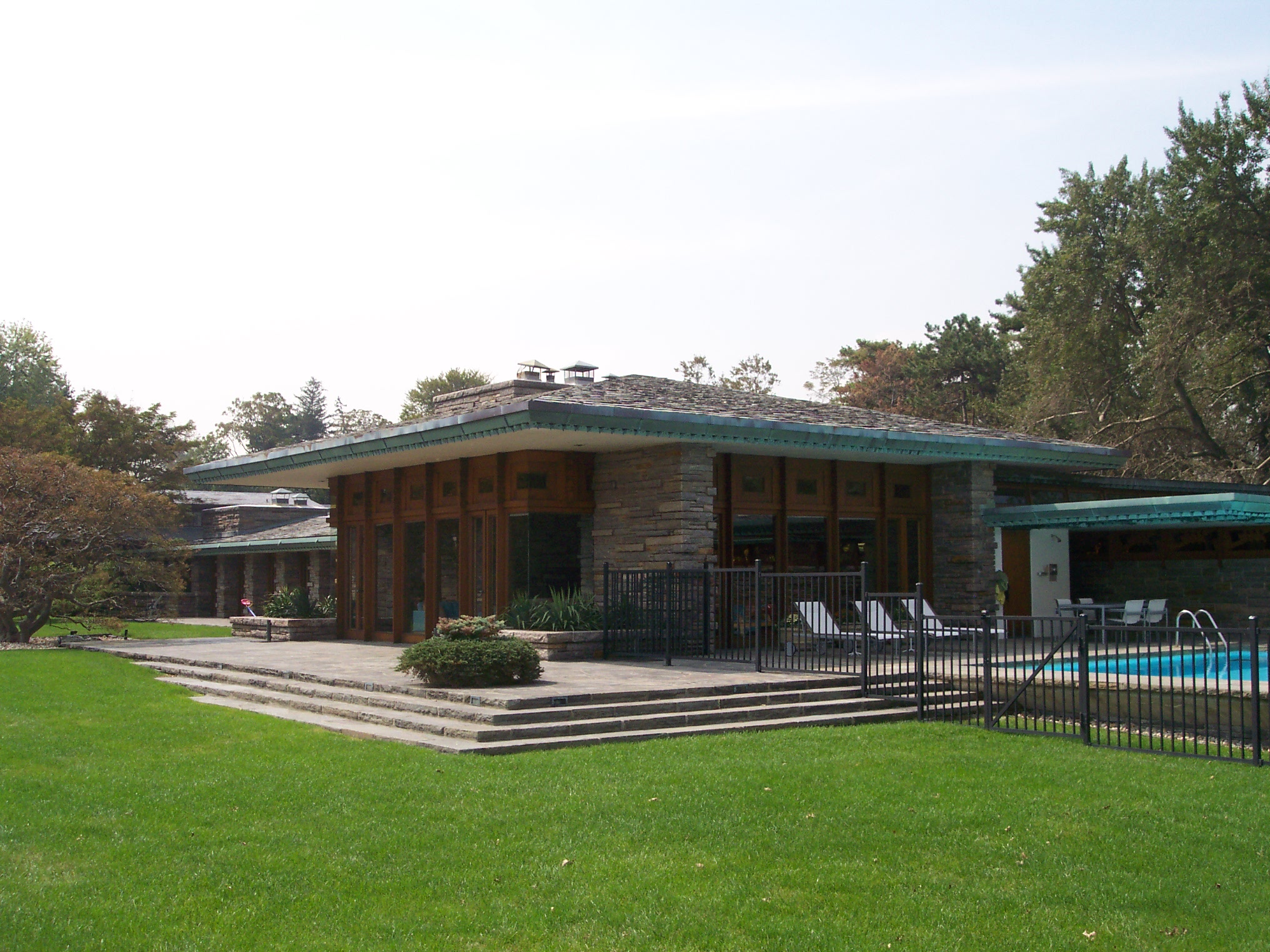
Max Hoffman House de Rye dans l'État de New York (1955)

Il influence alors ses partenaires constructeurs avec les demandes de son importante clientèle américaine, et des nombreux agents de son groupe de concessions (dont le pilote américain Lake Underwood (en)) pour des idées de créations de nouveaux modèles ou d'améliorations de modèles existants (pour le fructueux marché américain d'après-guerre en plein essor) à l'origine des créations et du succès des ventes américaines en particulier des Porsche 356 Speedster (1948), Mercedes-Benz 190 SL (1955), Mercedes-Benz 300 SL (1955), BMW 507 (1955), Alfa Romeo Giulietta spider (1955)...

## Architecture
Sa concession « Jaguar Hoffman Auto Showroom (en) » du 430 Park Avenue de Manhattan à New York, et sa résidence personnelle Max Hoffman House de style Usonia de 1955, de Rye dans l'État de New York, ont été conçus et meublés par le célèbre architecte américain Frank Lloyd Wright.